# Códice Bodley
El códice Bodley es un manuscrito pictórico mexicano de origen prehispánico, perteneciente a la cultura mixteca. El códice consta de dos lados. El anverso es un registro completo de la genealogía de Tilantongo a partir del siglo X. El reverso, que es más antiguo que el anverso, narra los orígenes míticos del señor Bulto de Xipe y contiene la biografía del señor Cuatro Ciervo. El códice Bodley es uno de los seis códices mixtecas considerados de tradición prehispánica que sobrevivieron a la Conquista de México.
El códice salió de México durante la conquista española, sin embargo, es poco conocida su historia antes del siglo XVII, cuando fue depositado en la Biblioteca Bodleiana, de quien recibe su nombre.

## Historia
A pesar de que se desconoce la fecha exacta de la creación del Códice Brodley, basándose en su estilo, es posible determinar que fue elaborada antes de la Conquista de México en 1521. La historia del Códice Brodley antes de que formara parte de la Biblioteca Bodleiana es, mayormente, desconocida. De acuerdo con el arqueólogo británico y experto en mayas Eric S. Thompson, el manuscrito previamente fue propiedad del arzobispo portugués Jerónimo Osório. El códice puede haber sido saquaedo en el siglo XVI por Robert Devereux, II conde de Essex, quien se lo habría dado a su amigo Thomas Bodley.
La biblioteca Bodleiana contiene otros 4 códices prehispánicos de Mesoamérica: Laud, Mendoza, Selden y el Rollo Selden.

## Descripción
El códice está hecho de piel de venado, y tiene una longitud de 6.7 metros. La piel de venado fue doblada al estilo de un acordeón para formar las distintas páginas. Cada una de las páginas fue cubierta por una capa de pintura blanca y posteriormente dividida con líneas rojas que se extienden horizontalmente. El frente tiene cinco bandas mientras que la trasera está dividida en cuatro. Varias de las zonas del códice se han decolorado con el tiempo, por lo que en muchas de las páginas se ha perdido parte de la pictografía. 

## Leyendo el códice
El manuscrito puede ser leído de derecha a izquierda en ambos lados. El frente consiste de la página 1 hasta la 20 mientras que la parte trasera comienza en la página 40 y termina en la página 21. El reverso termina con una genealogía y nombra al Señor Cuatro Ciervo como el último señor de la dinastía Tilantongo. Por otra parte, la página 21 del reverso nombra al Señor Ocho Hierbas como el último rey de Tiaxiaco. [cita requerida]

## Genealogía
El interés académico en el Códice Bodley se ha concentrado en la descripción que contiene de la genealogía de las dinastías de Tilantongo y Tiaxco, que provenían de lo que hoy es el estado mexicano de Oaxaca. En 1949, el arquélogo Alfonso Caso pudo determinar la línea de descendencia primera de la familia real de Tilantongo y como la familia afectó Teozacoalco después de la sagas de la creación que se describen en las historias de Historia de las Guerras del Cielo y Ocho Ciervo. La gente de Tilantongo tuvo un pasado aislado pero la historia de Ocho Ciervo brinda una conexión directa a la dinastía mixteca de más alto rango. 
El reverso del Códice de Bodley cuenta la historia desde un ángulo distinto. Comienza describiendo a Apoala como un sitio de creación (en contraste con Achiutla en el frente). Describe la casa real de Paquete Rojo y Blanco después de la Guerra del Cielo. Esta es una familia rival de los Tilantongos. La biografía de Cuatro Vientos es usada para conectar el pasado remoto de la familia Paquete Rojo y Blanco con el prometedor futuro de Tiaxiaco. 